# Binance
Binance（バイナンス）は、暗号通貨の1日の取引量が世界最大である暗号通貨取引所である。2017年に設立され、ケイマン諸島に登録されている。
Binanceは、以前、高頻度取引ソフトウェアを作成した開発者であるチャンポン・ジャオによって設立された。Binanceは当初、中国に本社を置いていたが、中国政府が暗号通貨取引に規制をかける直前に本社を日本に移して以来、中国国外にたびたび移している。
2021年、Binanceはマネーロンダリングと税法違反の疑いで、米国司法省と内国歳入庁の両方から調査下に置かれた。2021年6月、イギリスの金融行動庁は、Binanceに対し、英国におけるすべての規制対象活動の停止を命じた。
2021年、Binanceは名や住所などの顧客データをロシア政府と共有した。

## 歴史
CEOのチャンポン・ジャオ（趙長鵬）は、2005年に上海でFusion Systemsを設立し、ブローカー向けの高頻度取引システムを作成した。2013年、彼はBlockchain.infoに仮想通貨ウォレットのメンバーとして参画した。また、不換紙幣とデジタル資産間のスポット取引のプラットフォームであるOKCoinではCTOとして1年弱働いた。
同社は中国で設立されたが、2017年9月の中国政府によって仮想通貨の規制が強まりサーバーと本社を中国から日本に移した。 2018年3月までに台湾にオフィスを開設していた。
2018年3月、Binanceは日本と中国の仮想通貨に対する規制強化を受け、マルタにオフィスを作ると発表した。 2018年4月、Binanceはバミューダ政府と覚書にサインした。 その数ヶ月後、セキュリティトークンを取引するプラットフォームを作成するためマルタ証券取引所と同様の覚書にサインした。 2019年、親会社のBinance.com取引所から独立したBinance Jerseyの存在を発表した。これはヨーロッパで勢力を拡大するためだった。
2018年8月、Binanceは他の3つの大手取引所とともに、安定した仮想通貨のために3200万ドルを調達した。安定した仮想通貨を提供するにはビットコインや他の人気デジタル資産のような仮想通貨を提供するという結論に至った。
2019年1月、イスラエルに拠点がある決済処理会社のSimplexと提携し、VisaやMastercardなどのデビットカードやクレジットカードで仮想通貨の購入が可能になった。これはビットコイン、イーサリアム、ライトコイン、XRPに限定された。
2019年5月7日、ハッカーによって当時約4000万米ドル相当の7000ビットコインが盗まれた。ジャオは、ハッカーが「フィッシングやウイルスなどの攻撃を含む複合的な手法を使用した」とし、取引を「当社の既存のセキュリティチェックをパスする方法で複雑化した」といった。 Binanceはそれ以上の出金と入金を停止したが、取引は許可した。同サイトは、安全な方法で顧客に返済することを約束した。
2019年9月永久先物契約の提供をはじめ、最大125倍のレバレッジ取引を可能とした。
2020年2月21日、マルタ金融サービス庁は、Binanceを「マルタに本拠地を置く仮想通貨企業」と発表したメディアの報道に対し声明を発表した。声明の内容は「BinanceはMFSAによって仮想通貨分野で事業を行うこと認められていなく、したがってMFSAによる規制の対象外である」というものだった。またMFSAは「Binanceがマルタで規制監視の対象外の活動をしているか見張っている」と付け加えた。
Binanceはまた、インド最大の仮想通貨取引所であるWazirXを買収し、ローンチパッドを通じてMatic NetworkのIEOを始めた。
2020年10月28日、Forbesのスタッフは、Binanceとジャオがアメリカの規制当局をわざと騙し、仮想通貨の投資家から利益を騙し取るように作られた企業を作ったという内容の文書を発表した。
2022年11月30日、日本の仮想通貨取引所、サクラエクスチェンジビットコインを買収。同年12月には、インドネシアの仮想通貨取引所、トコクリプトを買収した。
2023年5月26日、Binanceは日本人居住者へのサービス提供を2023年11月30日をもって終了すると発表し、国内で完全に規制された新たな子会社を設立する手続きを開始した。この動きは2022年11月に仮想通貨取引所サクラ・エクスチェンジ・ビットコイン（SEBC）を買収したことに続くものだ。これまでの国内バイナンスユーザーはバイナンスジャパンに登録しなおす必要があり、移行は2023年8月1日以降可能となる。
2023年、チャンポン・ジャオは米国の資金洗浄規制違反を認めて退任した。また、Binanceは当局に総額43億ドルの罰金を支払うことで合意した。リチャード・テンが後任のCEOに就任した。

## サービス内容
暗号資産の売買
暗号資産（仮想通貨）の売買が可能で、最大の取引量を誇る取引所といわれている。
バイナンスアカデミー
ブロックチェーンや暗号資産について学ぶ場所を提供している。
チャリティー
慈善活動や、持続可能な開発を支援といったチャリティー活動をしている。
インフォメーション
暗号資産に関する百科事典を提供している。
ラボ
ブロックチェーン業界を育てるため、投資などを行う。
リサーチ
暗号資産業界を分析し、投資家に役立つ情報を提供している。
Trust Wallet
公式の暗号資産ウォレットである。
バイナンスチェーン
バイナンスチェーン上で開発されたバイナンス分散型取引所であるバイナンスDEXを持つ。
P2P取引
ユーザー間で銀行振込やキャッシュレス決済アプリを通じて日本円を含む複数の法定通貨を交換できる。

## 特徴

### 暗号資産の種類
Binanceでは250種類を超える暗号資産の取扱があり、日本で購入不可能な暗号資産の取引が行える。また、独自トークンであるバイナンスコイン（BNB）を発行している。

### Binanceならではの取り組み
Binanceならではの取り組みとして、Community Coin of the Monthというイベントがある。これはBinanceに上場させる通貨を人気投票で決定するというものである。

### 手数料
Binanceの取引手数料は一律0.1%と設定されている。

### 日本向けサービス
クレジットカードもしくは暗号資産を用いることで入金が可能。後述の理由から公式に日本国内の銀行口座の振り込み入出金には対応しておらず、P2P取引を使うことで事実上日本円を直接入出金することができた。
日本国内で暗号資産取引業を行う事業者は、2017年4月1日に施行された改正資金決済法により、暗号資産登録業者への金融庁の認可が必要となるが、Binanceは金融庁の認可無しに日本でのサービスを展開していた為、金融庁は2018年と2021年にBinanceに対し警告を出している。
2022年11月30日のサクラエクスチェンジビットコイン（以下、「SEBC」）買収前後に日本からの新規登録を停止。
2023年、Binance・SEBCは同年6月以降に日本国内居住者向けの新たな取引プラットフォーム（以下、「国内向け新プラットフォーム」）を開設することを発表した。国内向け新プラットフォームへの完全移行は12月1日を目標としており、11月30日を以て日本からのグローバル版プラットフォームの利用ができなくなる予定である。
SEBCはBinanceの国内向け新プラットフォーム開始を前に、国内取引所への取次サービスを終了。SEBCの口座はBinanceの国内向け新プラットフォームに引き継がれず、新たに口座開設申込や本人確認を含む審査を受ける必要がある。

## 代表的な取扱通貨
- ビットコイン （$BTC）
- ライトコイン（$LTC）
- イーサリアム（$ETH）
- リップル（$XRP）
- ビットコインキャッシュ（$BCH）
- イーサリアムクラシック
- カルダノ（$ADA）
- バイナンスコイン （$BNB）

## 事件

### ハッキング事件
2019年5月8日、Binanceはハッキングを受けたことで7000BTC、45億円相当が流出した。これに伴い、セキュリティの再検証を行うため1週間程度の入出金を止めた。

### ユーザー情報流出事件
Binanceに登録したユーザーの情報が約10000点流出した上、犯人から身代金要求を受けるという事件が起こった。これを受けてBinanceは2019年8月23日、調査の進捗とユーザーに対する補填をすることを発表した。発表内容は、顧客データがBinance社から流出したものではないということであった。またデータが流出したユーザーは取引手数料の優遇などBinance VIPメンバーシップを提供されることとなった。また調査を進めるに当たり、流出データ内のKYC画像にBinanceが作成している電子透かしが用いられておらず、その画像が他者によって処理されたことが判明した。

### 資金洗浄規制違反
2023年11月22日、アメリカにおける法令違反の責任を認めて、司法・金融当局に対し合計43億ドルの罰金を支払うことで合意した。創業者のチャンポン・ジャオも不正を認め、CEOを辞任した。米当局の捜査で、Binanceの資金洗浄を検知・防止するプログラムが有効に機能していなかったことや、米国の制裁対象国であるイランやシリアの個人が米国民と取引できるようにしていたことが判明した。当局はイスラム組織ハマースの軍事部門などのテロ組織やランサムウェア、児童ポルノなどに関与した疑いがある10万件を超す取引の報告を故意に怠ったとも指摘した。